# Apresentador de notícias

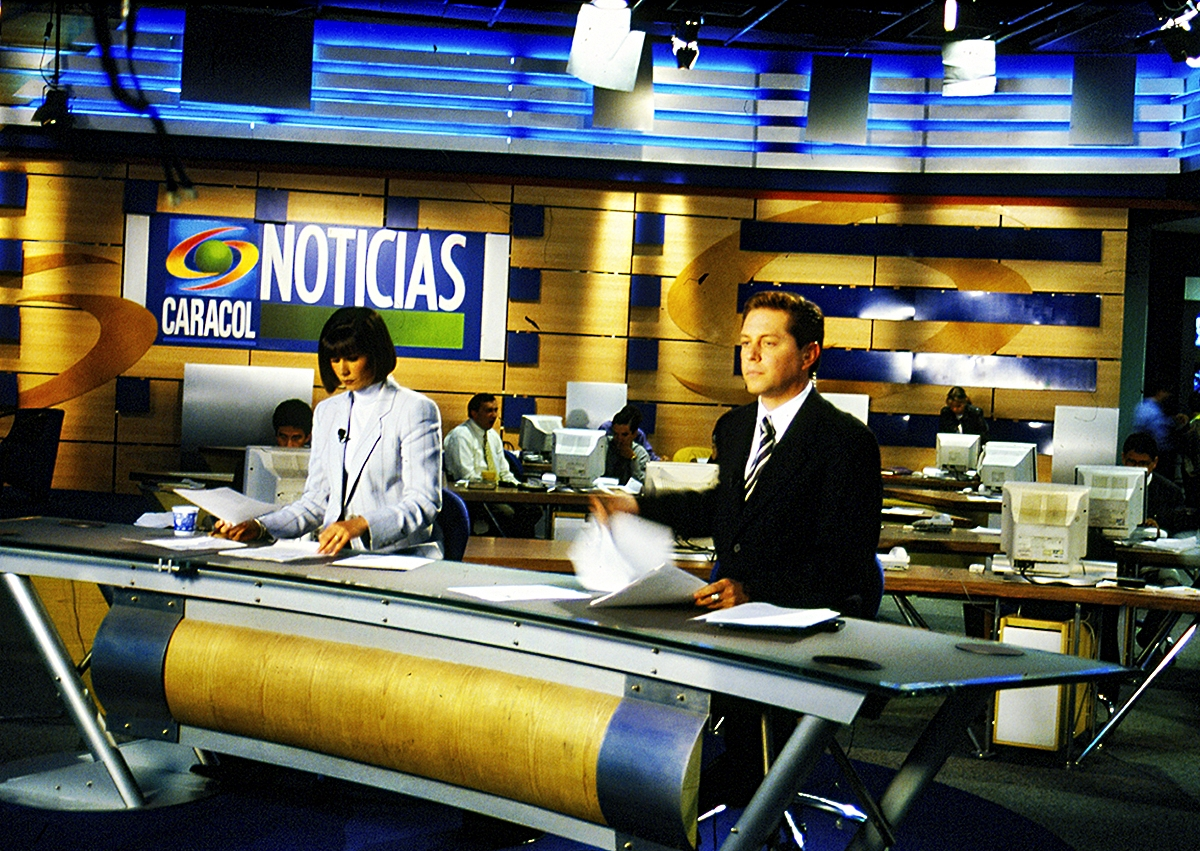
Os apresentadores María Cristina Uribe e Isaac Nessim ao iniciar do noticiário Noticias Caracol em 1998

O apresentador de notícias ou apresentador informativo, também conhecido como pivô ou âncora, é o encarregado de transmitir as notícias pela televisão ou pelo rádio. Faz parte do processo informativo do programa. O apresentador é um jornalista que atua como intermediário entre a notícia e o telespectador, ajudando no sucesso do programa.

## Descrição geral
Os apresentadores de notícias ou informativos são expostos diante das câmeras para contar e descrever as notícias do dia manejando uma série de qualidades.
Além disso, o apresentador possui várias funções. Por um lado, destaca-se a função de personalização, uma vez que a informação na televisão e no rádio é transmitida por uma pessoa e, assim, confere credibilidade à notícia. Por outro lado, existe a função de dar continuidade, com a qual o apresentador tentará organize as informações para que o fio de comunicação não seja perdido.
Além dessas funções, outro aspecto é a linguagem das notícias. Nestes programas, o apresentador deve transmitir as notícias usando linguagem verbal e não verbal. As palavras são misturadas aos gestos e sons do apresentador para entreter o espectador.
Em última instância, o apresentador deve transmitir a notícia de forma que não perca a credibilidade e o interesse do telespectador, seja pela televisão ou pelo rádio.

## Qualidades do apresentador
O papel de presentador não pode ser exercido por qualquer jornalista, por isso, para exercer essa função, o apresentador deve possuir uma série de qualidades.
A credibilidade é a qualidade mais importante. Cabe ao apresentador fazer com que o espectador acredite na veracidade do que está sendo transmitido. Acreditar no apresentador significa confiar que o que o noticiário conta é completamente verdadeiro. Armand Balsebre definiu o termo credibilidade como a confiança que um deposita no outro, da qual passamos a um ato de fé, ou seja, acreditamos no que o outro nos diz, acreditamos em suas palavras.
O profissionalismo consiste em que o apresentador deve dar ao espectador a sensação de que ele não só sabe ler as notícias, mas também tenta entendê-las e buscar soluções em imprevistos ou aparições públicas. Outra qualidade é a imparcialidade, que entende que o apresentador deve ser neutro, objetivo e ter respeito pela verdade.
Personalidade e autoridade, que andam juntas, referem-se a quando o apresentador tem que ter personalidade própria e transmitir certa autoridade, humanizando a notícia. Essas qualidades se somam à experiência, pois ao longo dos anos o apresentador aprende com os erros cometidos.
Concentração e calma não podem ser negligenciadas. Elas ajudam a ler as notícias com clareza e da melhor maneira diante das câmeras. É por isso que a clareza é outra das qualidades. O uso de uma linguagem clara ajuda o espectador a entender bem o que está sendo dito.
Por fim, uma boa imagem e uma boa voz fecham o bloco de qualidades. As características físicas e o estilo do apresentador ajudam na criação de uma imagem para o programa, embora seja necessário evitar que o apresentador seja o foco das atenções em vez das notícias. Por sua vez, a voz deve ser agradável ao ouvido e também buscar a expressividade por meio da entonação, da vocalização, do ritmo e da atitude.

## Primeiros apresentadores dos Telediarios na Espanha
Nos primeiros anos da ditadura de Franco, um novo tipo de programa de televisão surgiu na Espanha. O Telediario tem lugar em 1957, que era dirigido por José de las Casas e Ángel Marrero. Este programa informativo foi apresentado por Jesús Álvarez, sendo este o primeiro apresentador de telejornais da Espanha.
O programa era dirigido por um único condutor e ele se encarregava de memorizar os textos e, em seguida, recitá-los e apresentá-los diante das câmeras. O informante tentou não se identificar com os acontecimentos narrados, mas se concentrou em recitar a notícia. Como havia pouca tecnologia, o conteúdo dos noticiários muitas vezes dependia do conteúdo do NODO ou da Rádio Nacional.
A imagem do apresentador foi recriada com terno e gravata para homem, e com guarda-roupa sem braços, decotes ou ombros descobertos para mulher. Da mesma forma, o apresentador falava linguagem clara e concisa com uma média de 150 palavras por minuto.